# Cynomys leucurus
Cynomys leucurus (білохвості лугові собачки) зустрічається в західному Вайомінгу та західному Колорадо з невеликими територіями в східній Юті та південній Монтані. Найбільші популяції — у Вайомінгу. Цей вид лугових собак живе на висоті від 1500 до 3000 метрів, як правило, вище, ніж інші види лугових собак. Серед його хижаків — чорноногі тхори, борсуки, беркути.

## Морфологічна характеристика
Білохвоста лугова собачка коричнево-коричневого кольору, з великими очима та темною плямою на щоках над і під кожним оком. Цей вид лугових собачок важить 790–1500 г, а довжина 30–41 см.

## Поведінка
Білохвості лугові собачки демонструють міжвидову конкуренцію з ховрахом Вайомінгу. Коли ховрах заходить на територію лугової собачки, білохвоста лугова собачка женеться. Рідко луговий песик ловить і вбиває ховрашка, але коли це робить, то залишає жертву пташиним хижакам, оскільки лугова собака є травоїдною твариною. Білохвості лугові собачки ведуть денний спосіб життя, вони найбільш активні вранці та вдень. Цей вид також впадає в зимову сплячку у своїх норах і виходить на поверхню, коли відбуваються тепліші сезонні зміни. Самці білохвостих лугових собачок з’являються наприкінці лютого – початку березня, а самиці – приблизно через 2–3 тижні. Білохвості лугові собачки рослиноїдні, харчуються в основному травою, різнотрав'ям і осокою.

## Спосіб життя
Білохвості лугові собачки мають складну соціальну систему і живуть колоніями. Для спілкування цей вид використовує візуальні сигнали та гавкіт. В середньому кожна колонія має 6 різних «кланів» або сімей. Ці родини разом шукають їжу та ресурси. Самиці білохвостих лугових собачок та їхні дитинчата ведуть малорухливий спосіб життя, тобто вони тримаються поблизу або всередині нори, поки самець шукає їжу.